# Autopergamene
Autopergamene è il quattordicesimo album in studio del gruppo musicale canadese Nadja, pubblicato nel 2010.

## Tracce
1. You Write Your Name in My Skin – 25:37
2. You Write Your Name in My Head – 7:11
3. You Write My Name in Your Blood – 25:15

## Formazione

### Gruppo
- Aidan Baker – voce, batteria, chitarra, flauto
- Leah Buckareff – voce, basso